# سونن غريسيك
ملك إبراهيم (المتوفى 822 هـ) ويعرف أيضًا باسم سونن غريسيك (بالإندونيسية: Sunan Gresik)‏ داعية إسلامي بجزيرة جاوة في إندونيسيا وتحديدًا بمدينة غريسيك. يعد الشخصية الأولى من شخصيات الأولياء التسعة الذين قاموا بمهمة نشر الدعوة الإسلامية بين الشعب الجاوي.
وهي شخصية غير إبراهيم السمرقندي (إبراهيم أسمورو)، ومخدوم إبراهيم (سونن بونانغ)، فكثيرا ما يحصل الخلط بينهم؛ لتشابه أسمائهم ولكونهم من عائلة واحدة.

## نسبه
ملك إبراهيم بن بركات بن جمال الدين الحسين بن أحمد بن عبد الله عظمة خان بن عبد الملك بن علوي عم الفقيه المقدم بن محمد صاحب مرباط بن علي خالع قسم بن علوي بن محمد بن علوي بن عبيد الله بن أحمد المهاجر بن عيسى بن محمد النقيب بن علي العريضي بن جعفر الصادق بن محمد الباقر بن علي زين العابدين بن الحسين السبط بن علي بن أبي طالب، وعلي زوج فاطمة بنت محمد ﷺ.
فهو الحفيد 21 لرسول الله محمد ﷺ في سلسلة نسبه.